# Slimane Mellah
Slimane Mellah ou Mellah Slimane, surnommé Rachid ou Rachid El-Helwani, né en 1920 à Constantine, et mort en chahid en 1958 dans le massif de Collo, est un combattant indépendantiste de la guerre d'Algérie.

## Biographie

### Vie privée
Slimane Mellah est né à Constantine dans une famille aisée, il a travaillé dans sa ville natale comme helwani (pâtissier), d'où vient le surnom de Rachid El-Helwani.

### Engagement militant
Vers la fin des années 1940, il rejoint le parti du peuple algérien (PPA) puis le mouvement pour le triomphe des libertés démocratiques (MTLD), il était également un militant de Organisation spéciale (OS) à Constantine, au sein du groupe chargé de fabriquer des bombes et des explosives.
Après la découverte de l'OS en mars 1950, il a été arrêté et emprisonné pendant deux ans, et a repris ses activités après 1952, il participe à la réunion historique des 22 en tant que représentant de Constantine.
Après le déclenchement de la révolution le 1er novembre 1954, il est arrêté le même mois, il a été emprisonné pendant trois ans, qu'il a passés entre les prisons d'EL Koudia à Constantine, Serkadji (Alger), puis Berrouaghia (Médéa).

### Sa mort
Après sa sortie de prison, il est allé dans les montagnes et a pris les armes avec les moudjahidines, jusqu'à sa mort en chahid le 20 janvier 1958 dans le massif de Collo.

## Hommages
Après l'indépendance de l'Algérie en 1962, l'administration algérienne à Constantine a nommé la passerelle de l'ascenseur (anciennement passerelle Perrégaux) en Passerelle Mellah-Slimane. 